# Kostel Nalezení svatého Kříže (Nesvačily)
Filiální Kostel Nalezení svatého Kříže  v Nesvačilech na Benešovsku je původně románská stavba z 12. století. Kostel byl raně goticky rozšířen. Presbytář byl upraven barokně roku 1700. Barokní je i hlavní oltář. Od roku 1965 je areál kostela (kostel a pozemek hřbitova s ohradní zdí a márnicí) zapsán do státního seznamu kulturních památek. 

## Historie
Severní stěna lodi kostela pochází z doby románské, asi ze druhé poloviny 12. století, od poloviny 14. století do 15. století byly Nesvačily obcí farní a byly zde dokonce fary dvě – jedna pod patronátem pánů z Dubé a druhá pod patronátem vladyků z Nesvačil. Fary zanikly kolem roku 1410. Po té se kostel stal filiálním. V době barokní a v 19. století byl kostel stavebně upraven a vybaven novými oltáři.  

## Stavba a inventář

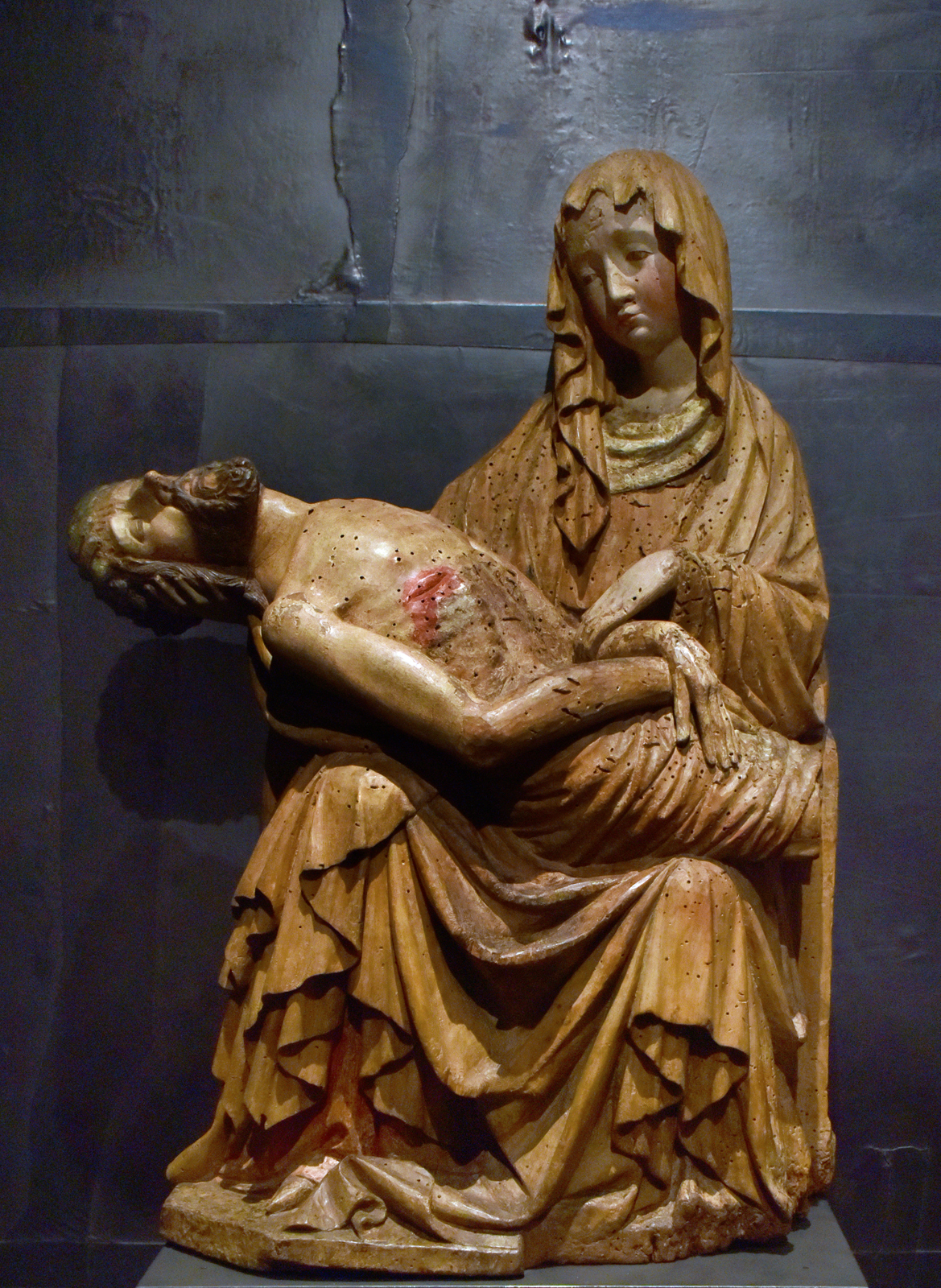
Pieta z Nesvačil, asi 1420–1430, Národní galerie v Praze

Kostel je jednolodní, loď má půdorys obdélníka, s hranolovou věží v průčelí a s užším obdélným presbytářem. Loď není klenuta a nachází se v ní tři boční oltáře – na epištolní straně stojí oltář s velikým, na plátně malovaným obrazem ze 17. století, zobrazujícím Ježíše Krista na kříži, u jehož paty klečí Máří Magdalena, Panna Maria a sv. Jan Evangelista. Na ostatních dvou oltářích byly sochy Spasitele a Panny Marie ze 17. století, byly však ukradeny. Presbytář: hlavní, barokní oltář pochází z konce 17. století a na místě, kde bývá obvykle oltářní obraz, je zasklená skříň, ve které byla do konce 20. století gotická Pieta z Nesvačil z první třetiny 15. století. Socha byla ukradena, později nalezena a přesunuta do expozice Národní galerie v Praze. Místo ní je ve skříni jen prostý dřevěný kříž. Na levé (severní) straně vítězného oblouku je na zdi upevněna bohatě vyřezávaná barokní dřevěná kazatelna. V zadní části lodi je umístěna patronátní lavice z bystřického kostela svatých Šimona a Judy. Lavice je umně řezbářsky vyvedená, s vyobrazením erbů patronů kostela a byla sem přemístěna přibližně ve třetí čtvrtině 20. století. Dřívější sakristie, ze které vedou schůdky na kazatelnu, byla vyklizena a vybavení přesunuto do prostoru pod kruchtou, poněvadž původní sakristie byla na počátku XXI. století vytopena a voda tam dosud někdy stoupá. Inventář kostela je obecně značně poškozen, byl již šestkrát vykraden (kvůli čemuž byl také zazděn západní portál) a celý kostel je v poměrně špatném stavu. Ve věži jsou dva zvony – jeden gotický, na němž je písmeno W a druhý, větší, s latinským nápisem „Za patrona Vincence Daňka rytíře z Esse zvon tento obnoven 1882“.
Náhrobek se sochou truchlící ženy a urnou stojí při zdi kostela, pochází z roku 1815 a vytvořil ho sochař Josef Malínský.

## Bohoslužby
Nesvačily jsou obcí filiální a kostel je spravován farářem bystřickým dp. ThLic. Antonim Kośmidkem. Mše svatá s nedělní platností se zde slouží každou sobotu v 17 hodin. Poutní mše svatá se zde slaví vždy prvou neděli v květnu, což je relikt z doby před II. vatikánským koncilem, který zrušil svátek Nalezení sv. Kříže a sloučil jej se svátkem Povýšení svatého Kříže; svátek Nalezení sv. Kříže se slavil 3. května.